# Richard Glynn Vivian
Richard Glynn Vivian (31 août 1835 - 7 juin 1910) est un collectionneur d'art britannique et philanthrope de la famille Vivian, et le fondateur de la Glynn Vivian Art Gallery à Swansea.

## Biographie
Né le 31 août 1835, Richard Glynn Vivian est le septième enfant et le quatrième et plus jeune fils de l'industriel John Henry Vivian et de son épouse Sarah, fille d'Arthur Jones, de Reigate. Ses frères sont Henry Vivian (né en 1821), William Graham Vivian (né en 1827) et Arthur Vivian (né en 1834) (qui sont devenus des industriels et des personnalités politiques). Son oncle est Hussey Vivian (1er baron Vivian), un héros de Waterloo. Il est diplômé de l'Université de Cambridge en tant que MA.
En février 1855, alors qu'il a dix-neuf ans, son père est décédé et il hérite du quart de l'entreprise de fonderie de cuivre de son père, Vivian & Sons ; mais quittant ses frères qui s'impliquent dans l'industrie du cuivre, il choisit de voyager et de s'intéresser aux arts. Il construit progressivement une grande collection d'art.
Il devient un bourgeois de Swansea, et un sous-lieutenant.
En 1885, le 11 mars, il épouse Laura Hermione Beatrice Halkett, la seule fille de Henry Craigie Halkett; mais six ans plus tard, le 6 juin 1891, elle divorce.
En 1898, il achète Sketty Hall, Swansea, y installe ses collections d'art et commence à améliorer la maison et son terrain. Mais en mars 1902, il devient presque aveugle - un événement décrit dans son livre, E Tenebris Lux, dicté en 1906. Cela l'a profondément affecté, renforçant sa foi chrétienne et l'incitant à utiliser sa richesse pour répondre aux besoins des autres. En 1905, en visite à Brighton, il est ému par la prédication de James Philips, pasteur de la mission Union Street. En 1906, il crée la mission des mineurs de Glynn Vivian, la dote de 30 000 £ et aide à démarrer une salle de mission à Swansea, dont le premier pasteur est Herbert Voke, qui a été l'assistant de Glynn Vivian. En 1908, une deuxième mission de mineurs est établie au Japon, et d'autres ont suivi dans le monde entier (la mission de mineurs de Glynn Vivian existe toujours aujourd'hui sous le nom de mission internationale de mineurs). Il établit également près de Swansea la maison de repos Glynn Vivian pour les aveugles, à Caswell Bay à Gower.
En 1905, il offre sa collection de peintures, de dessins et de porcelaine à Swansea Corporation, qui, avec sa dotation, construit la Glynn Vivian Art Gallery pour la loger. Vivian pose la première pierre le 14 mai 1909, mais il est décédé à son domicile de Londres le 7 juin 1910, un peu plus d'un an avant l'ouverture de la galerie par son frère Graham,.